# روزا أغيري
روزا أغيري (بالإنجليزية: Rosa Aguirre)‏ هي ممثلة فلبينية، ولدت في 1908، وتوفيت في عام 1981 عن عمر يناهز ال 70 عاماً.

## وصلات خارجية
- روزا أغيري على موقع IMDb (الإنجليزية)
- روزا أغيري على موقع قاعدة بيانات الفيلم (الإنجليزية)